# Szabanowo (rejon smoleński)
Szabanowo (ros. Шабаново) – wieś (ros. деревня, trb. dieriewnia) w zachodniej Rosji, w osiedlu wiejskim Prigorskoje rejonu smoleńskiego w obwodzie smoleńskim.

## Geografia
Miejscowość położona jest 1,5 km od drogi federalnej R120 (Orzeł – Briańsk – Smoleńsk – Witebsk), 11 km od drogi magistralnej M1 «Białoruś», 6 km od centrum administracyjnego osiedla wiejskiego (Prigorskoje), 8,5 km od Smoleńska, 11 km od stacji kolejowej Tyczinino.
W granicach miejscowości znajdują się ulice: Lesnoj pierieułok, 1-ja Dacznaja, 2-ja Dacznaja, 3-ja Dacznaja, 4-ja Dacznaja, Kijewskaja, Klenowaja, Ługowaja, Osiewaja, Smolenskaja, Sowriemiennaja.

## Demografia
W 2010 r. miejscowość zamieszkiwało 35 osób.

## Historia
- W czasie II wojny światowej od lipca 1941 roku dieriewnia była okupowana przez hitlerowców. Wyzwolenie nastąpiło we wrześniu 1943 roku[5].